# Новоприморский
Новопримо́рский — посёлок в Неклиновском районе Ростовской области.
Входит в состав Приморского сельского поселения.

## История
В 1987 году указом ПВС РСФСР посёлку центральной усадьбы совхоза «Морской» присвоено наименование Новоприморский.

## Население
| 2010 |
| ---- |
| 908  |

## Улицы
| - ул. Абрикосовая, - ул. Апрельская, - ул. Виноградная, - ул. Зелёная, - ул. Луговая, | - ул. Майская, - ул. Мартовская, - ул. Светлая, - ул. Тенистая, - ул. Центральная. |